# Хольмберг, Карл (футболист)
Карл Альбин Элис Хольмберг (швед. Karl Albin Elis Holmberg; 3 марта 1993, Эребру, Швеция) — шведский футболист, нападающий клуба «Эребру» и сборной Швеции.

## Клубная карьера
Хольмбрег начал профессиональную карьеру в клубе Второго дивизиона Швеции «Карлслундс». В 2011 году Карл перешёл в «Эребру». 28 августа 2011 года в матче против «Хельсингборга» он дебютировал в Аллсвенскан лиге. 31 августа 2012  года в поединке против «Юргордена» Хольмбрг забил свой первый гол за «Эребру». По итогам сезона клуб вылетел в Суперэттан, но Карл остался в команде и спустя год помог ей вернуться в элиту. Летом 2016 года Клле перешёл в «Норрчёпинг». 30 июля в матче против «Сундсвалля» он дебютировал за новую команду. В поединке против «Йёнчёпингс Сёдра» Хольмберг сделал «дубль», забив свои первые голы за «Норрчёпинг». В 2017 году он забил 14 голов и совместно с Магнусом Эрикссоном стал лучшим бомбардиром чемпионата.

## Международная карьера
7 января 2018 года в товарищеском матче против сборной Эстонии Хольмбрг дебютировал за сборную Швеции. В этом же поединке он забил свой первый гол за национальную команду.

### Голы за сборную Швеции
| #   | Дата          | Место                     | Противник | Счёт | Результат | Соревнование      |
| --- | ------------- | ------------------------- | --------- | ---- | --------- | ----------------- |
| 01. | 7 января 2018 | Шейх Зайед, Абу-Даби, ОАЭ | Эстония   | 1:1  | 1:1       | Товарищеский матч |

## Достижения
Индивидуальные
- Лучший бомбардир Аллсвенскан лиги (14 голов) — 2017